# Metaphycus stomachosus
Metaphycus stomachosus är en stekelart som först beskrevs av Girault 1909.  Metaphycus stomachosus ingår i släktet Metaphycus och familjen sköldlussteklar. Inga underarter finns listade i Catalogue of Life.